# 藤川佳大
藤川 佳大（ふじかわ けいた、2002年4月3日 - ）は、日本の男子バレーボール選手である。

## 来歴
奈良県高市郡高取町出身。
天理高等学校時代にはインターハイ・春高バレーへの出場を経験し、卒業後の2021年に近畿大学に入学。同年、V.LEAGUE Division3（V3）所属の近畿クラブスフィーダにインターン選手として所属し、V3リーグの試合に出場した。
2022-23シーズンは、同じくV3の奈良ドリーマーズにレンタル移籍し、2023-24シーズンは近畿クラブに復帰した。
2024年12月、台湾リーグ（企業排球聯賽）の連莊WinStreakに入団。負傷により出場できないブライアン・バグナスの代わりの外国人選手としての加入となり、12月21日に初出場を果たした。チームは決勝に進出。自身は決勝戦第2試合で負傷して最終戦は欠場したが、チームはリーグ優勝を果たした。シーズン終了をもって契約満了で退団。
2025年8月、V.LEAGUE西地区の奈良ドリーマーズへの再入団が発表された。

## 所属チーム
- 天理高等学校（2018-2021年）
- 近畿大学 （2021-2025年）
  -  近畿クラブスフィーダ（2021-2022年）
  -  奈良ドリーマーズ（2022-2023年）
  -  近畿クラブスフィーダ（2023-2024年）
  -  連莊WinStreak（英語版）（2024-2025年）
- 奈良ドリーマーズ（2025年-）